# Ротто, Иван Дмитриевич
Иван Дмитриевич Ротто (17 октября 1924 — 5 июня 2013) — бригадир садоводческой бригады колхоза имени Ленина, Ставропольский край.

## Биография
Родился 17 октября 1924 года в селе Староласпа Тельмановского района Донецкой области. В 1930-е годы с родителями переехал в город Сталино.
Первые годы войны оказался в немецкой оккупации. В 1943 году был призван в Красную Армию. Воевал стрелком в пехоте на 4-м Украинском фронте. Был награждён орденом Славы 3-й степени. После тяжелого ранения был комиссован.
Продолжил учёбу в техникуме. В конце 1947 года переехал в Ставропольский край. Принял садоводческую бригаду в колхозе «Красный боец» станицы Горячеводской. Вскоре его перевели на должность агронома-садовода, а позже старшим агрономом-садоводом. В 1954 году вновь принял свою садоводческую бригаду, в которой начинал работать бригадиром.
При нём площадь садовых насаждений выросла со 109 гектаров до 450. Общий вал продукции садоводства стал доходить до четырёх тысяч тонн. Яблони на отдельных участках сада давали с гектара по 450 центнеров урожая. Бригада стала постоянным участником Выставки достижений народного хозяйства СССР. В 1966 году большая группа колхозников, в том числе и членов бригады, была награждена орденами и медалями.
8 апреля 1971 года за выдающиеся успехи, достигнутые в развитии сельскохозяйственного производства и выполнении пятилетнего плана продажи государству продуктов земледелия и животноводства Ротто Ивану Дмитриевичу присвоено звание Героя Социалистического Труда с вручением ордена Ленина и золотой медали «Серп и Молот».
Руководил бригадой до 1988 года. Живёт в поселке Горячеводский Предгорного района Ставропольского края.